# Angren (rivière)
La rivière d'Angren (en ouzbek : Angren, en tadjik : Оҳангарон, en russe : Ангрен ou Ахангаран) aussi connu comme Akhangaran est une rivière dans la province de Tachkent de l'Ouzbékistan, affluent droit de Syr-Daria. Elle traverse la ville ouzbek d'Angren. Un barrage a été construit sur la rivière.